# 58P/Jackson-Neujmin
58P/Jackson-Neujmin è una cometa periodica appartenente alla famiglia delle comete gioviane. La cometa è stata scoperta il 20 settembre 1936 su una lastra esposta il 15 settembre.
Dopo la scoperta la cometa non fu più osservata nei successivi passaggi al perielio fino al 1970. Venne quindi osservata in tutti i successivi passaggi al perielio fino al 1995. Non osservata nel 2004 e nel 2012, è stata riosservta nel passaggio del 2020.
Unica particolarità della cometa è di avere una MOID piccolissima col pianeta Marte.